# Cosby (Tennessee)
Cosby es una lugar designado por el censo ubicada en el condado de Cocke en el estado estadounidense de Tennessee. En el Censo de 2020 tenía una población de 807 habitantes y una densidad poblacional de 56,32 habitantes por km². Fue incluido como CDP en el censo de 2020.

## Geografía
Cosby se encuentra ubicada en las coordenadas 35°47′42″N 83°14′44″O / 35.79500, -83.24556. Según la Oficina del Censo de los Estados Unidos,  tiene una superficie total de 14,33 km², todos correspondientes a tierra firme.